# 曾立宇
曾立宇（?—），客家人，屏東縣內埔鄉代表曾健野（兼中國國民黨第三區黨代表）兒子，前包子虎樂團成員、前勝利一族樂團成員，現熱寫生樂團主唱及吉他手，就讀國立臺北藝術大學研究所。

## 318學運
- 2014年3月23日晚間，與清大學生魏揚、清大研聯會會長何孟樺等發動占領行政院活動；同時指出，他們不代表「黑色島國青年陣線」，並發表三點聲明。[5][2]

## 外部連結
- 曾立宇的Facebook專頁